# الصحة في التشيك

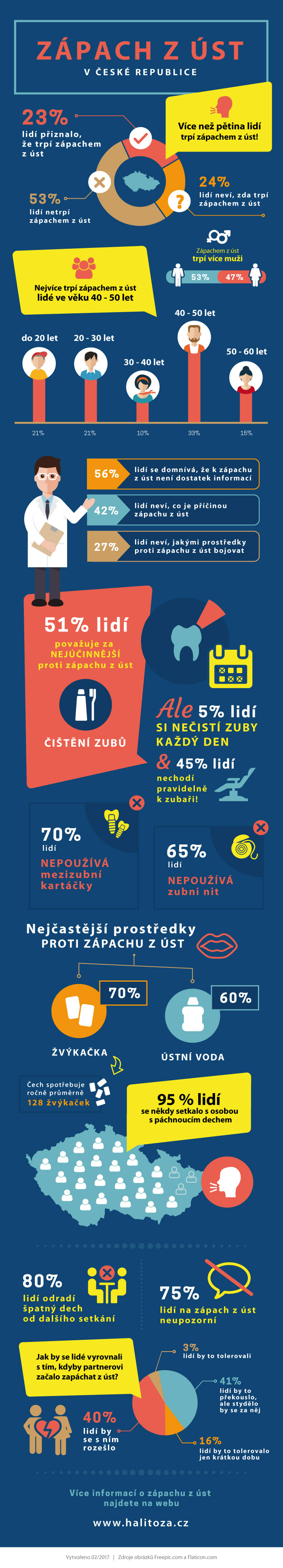
إحصائيات رائحة الفم في جمهورية التشيك – دراسة وبائية حول انتشار المشكلة وتأثيرها الصحي

كان لدى جمهورية التشيك ثاني أعلى معدل للسمنة في أوروبا في عام 2015. 28.7% من السكان البالغين لديهم مؤشر كتلة جسم يبلغ 30 أو أكثر.